# Рачабулда
Рачабулда (карат. Рачвалди) — село в Ахвахском районе Дагестана. Входит в Каратинский сельсовет.

## Население
| 1869 | 1888 | 1895 | 1926 | 1939 | 1970 | 1989 |
| ---- | ---- | ---- | ---- | ---- | ---- | ---- |
| 73   | ↗99  | ↘90  | ↗145 | ↗214 | ↘187 | ↘155 |
| 2002 | 2010 | 2021 |      |      |      |      |
| ↘68  | ↗167 | ↗184 |      |      |      |      |

Рачабулда - одно из каратинских сел в Ахвахском районе.